# Манастир Горње Жапско
Манастир Горње Жапско је је смештен у близини села Горње Жапско, код Врања, на пропланку, окружен густом шумом. Манастир je Српске православне цркве и припада епархији врањској.

## Историјат
Велики број очуваних цркава и манастира, као и мноштво црквишта и манастиришта, сведочи о богатој духовној традицији Врања и његове околине. Верује се да је у овим крајевима, у народу познатом као Врањска Света Гора или Врањогорје, током средњег века живело и до хиљаду и две стотине монаха, молитвом освештавши читаво тло, ова непрегледна војска Христова свој монашки подвиг оставила је будућим временима као трајно завештање и надахнуће, док су непроходне врањске горе и врлети тако постале прави духовни расадник.
Манастирски храм саграђен је на темељима старе, средњовековне цркве а обновљен је 1843. године за време митрополита Петра (Јовановића) и епископа нишког Григорија.
У манастиру је основана Верско-учитељска школа почетком XX века. У школи се припремало око четрдесет свештеника годишње. Школа је дала многе познате теологе, од којих је најпознатији свети архимандрит Јустин Поповић.
За време Другог светског рата, манастирски конак је запаљен од стране Бугарских окупационих снага. Након рата нова комунистичка власт одузела је већи део њива и воћњака и друге обрадиве површине од које се манастир издржавао.
1953. године у манастир долазе монахиње на челу са игуманијом Иларијом. Након шест година, 1959. године, и монахиње напуштају манастир који је након тога потпуно опустео.
Сестринство у манастиру је обновљено тек 1994. године, на челу са игуманијом Јефремијом. У новије време манастир је познат по иконопису древне византијске традиције, по превођењу и издавању дела старца Пајсија Светогорца, чувању традиције византијског појања и столарској и дуборезачкој радионици.